# Tricimba solomonensis
Tricimba solomonensis är en tvåvingeart som beskrevs av Ismay 1993. Tricimba solomonensis ingår i släktet Tricimba och familjen fritflugor. Inga underarter finns listade i Catalogue of Life.